# Judith Sigfridsson
Judith Elin Sigfridsson, född 4 juli 2007 i Olofstorp utanför Göteborg, är en svensk fotbollsspelare och skådespelare. Hon debuterade som skådespelare år 2023, då hon spelade rollen som Kia i filmen Forever, där hon bland annat spelar mot Flutra Cela. Hon är, liksom Cela, hemmahörande som spelare i Göteborgsklubben BK Häcken FF.

## Filmografi
- 2023 – Forever